# Claude Hamot
Claude Hamot, est un professeur français d'éducation physique et sportive spécialiste des sports de combat, pratiquant d'arts martiaux japonais, sixième dan kyoshi de Kendo. Il devient à la fin des années 1970 directeur de L'UFR-STAPS Paris V (Lacretelle). Il mène parallèlement des recherches sur le Budo Japonais.

## Biographie
Président d'honneur, fondateur en 1973 du Comité National du Kendo de la F.F.J.D.A., il est diplômé de l'Institut national des langues et civilisations orientales.
Il a enseigné au Cercle Parisien d'Escrimes Japonaises (Cepesja) qu'il a fondé en 1974.
Il est décédé le 28 janvier 2015.

## Chanbara
En 1994, quatre 7e Dan Français de Kendo (Kenichi Yoshimura, Claude Hamot, Claude Pruvost et Jean-Claude Girot) ont importé en France, au sein de la Française de Judo, Jujitsu, Kendo et Disciplines Rattachées, le Chanbara du Japon,.
L'idée était de rendre le kendo, aux règles strictes et nécessitant une tenue spéciale et coûteuse, plus accessible. Au Japon, le chanbara, version plus ludique, existait déjà depuis une vingtaine d'années.
En 1996, le Chanbara est rattaché à la Fédération française de judo via le comité national de kendo et disciplines rattachées (CNKDR).

### Publication
- Claude Hamot et K. Yoshimura, Budoscope, tome 9 : Découvrir le Kendo, Amphora, coll. « Budoscope », 1er septembre 1995, 136 p. (ISBN 978-2851802187).